# Limotettix kryptus
Limotettix kryptus är en insektsart som beskrevs av Medler 1955. Limotettix kryptus ingår i släktet Limotettix och familjen dvärgstritar. Inga underarter finns listade i Catalogue of Life.